# Evert Verwey
Evert Johannes Willem Verwey, también escrito como Verweij, (Ámsterdam, Países Bajos, 30 de abril de 1905 - Utrecht, Países Bajos, 13 de febrero de 1981) fue un químico neerlandés, que también investigó en física química.
Verwey estudió química en la Universidad de Ámsterdam y obtuvo su maestría (en neerlandés: Doctoraal Examen) en 1929. Desde 1931 trabajó como ayudante de investigación en la Universidad de Groninga, donde obtuvo su doctorado bajo la dirección de Hugo Rudolph Kruyt (1934, cum laude). En 1934 se trasladó a los Laboratorios Philips en Eindhoven. Continuó trabajando en coloides, que había sido el tema de su disertación, y en óxidos. La transición de Verwey de la magnetita está nombrada en su honor.
Algunos de sus estudios sobre óxidos de metales de transición, realizados junto a De Boer, mostraron que algunos de estos tenían propiedades eléctricas que no podían explicarse con base en la teoría de bandas.
Entre 1946 y 1967, junto con el físico Hendrik Casimir y el ingeniero Herre Rinia fue director de los laboratorios.
Es conocido por la teoría DLVO, una teoría sobre la interacción de superficies cargadas en fluidos, que tiene aplicaciones, por ejemplo, en la descripción de coloides.
En 1949 se convirtió en miembro de la Real Academia de Artes y Ciencias de los Países Bajos. En 1967 obtuvo un doctorado honoris causa de la Universidad Técnica de Delft. Fue también conservador en la Universidad de Utrecht.
Fue marido de la socióloga y política Hilda Verwey-Jonker (1908-2004).